# Pjesma Eurovizije 1993.
Eurovizija 1993. je 38. Eurovizija održana 15. svibanja 1993. u Millstreetu, Cork, Republika Irska. Voditeljica je bila Fionnuala Sweeney. Pobjednca je Niamh Kavanagh iz Irske s pjesmom "In Your Eyes". Irska je ovdje pobijedila po peti put. Svaka država je imala žiri koji je davao 1-8, 10 i 12 bodova najboljim pjesmama. Televizija domaćin je bila RTÉ. Eurovizija je održana u malom gradiću Millstreet sa samo 1500 stanovnika u to doba.

## Rezultati
| Broj | Zemlja                 | Jezik                   | Pjevač                            | Pjesma                                             | Pozicija | Bodovi |
| ---- | ---------------------- | ----------------------- | --------------------------------- | -------------------------------------------------- | -------- | ------ |
| 1    | Italija                | talijanski              | Enrico Ruggeri                    | "Sole d'Europa"                                    | 12       | 45     |
| 2    | Turska                 | turski                  | Burak Aydos                       | "Esmer Yarim"                                      | 21       | 10     |
| 3    | Njemačka               | njemački                | Münchener Freiheit                | "Viel zu weit"                                     | 18       | 18     |
| 4    | Švicarska              | francuski               | Annie Cotton                      | "Moi, tout simplement"                             | 3        | 148    |
| 5    | Danska                 | danski                  | Tommy Seebach Band                | "Under stjernerne på himlen"                       | 22       | 9      |
| 6    | Grčka                  | grčki                   | Katerina Garbi                    | "Ellada, chora tou fotos" (Ελλάδα, χώρα του φωτός) | 9        | 64     |
| 7    | Belgija                | nizozemski              | Barbara Dex                       | "Iemand als jij"                                   | 25       | 3      |
| 8    | Malta                  | engleski                | William Mangion                   | "This Time"                                        | 8        | 69     |
| 9    | Island                 | islandski               | Inga                              | "Þá veistu svarið"                                 | 13       | 42     |
| 10   | Austrija               | njemački                | Tony Wegas                        | "Maria Magdalena"                                  | 14       | 32     |
| 11   | Portugal               | portugalski             | Anabela                           | "A cidade (até ser dia)"                           | 10       | 60     |
| 12   | Francuska              | francuski Korzički      | Patrick Fiori                     | "Mama Corsica"                                     | 4        | 121    |
| 13   | Švedska                | švedski                 | Arvingarna                        | "Eloise"                                           | 7        | 89     |
| 14   | Irska                  | engleski                | Niamh Kavanagh                    | "In Your Eyes"                                     | 1        | 187    |
| 15   | Luksemburg             | francuski, luksemburški | Modern Times                      | "Donne-moi une chance"                             | 20       | 11     |
| 16   | Slovenija              | slovenski               | 1X Band                           | "Tih deževen dan"                                  | 22       | 9      |
| 17   | Finska                 | finski                  | Katri Helena                      | "Tule luo"                                         | 17       | 20     |
| 18   | Bosna i Hercegovina    | bošnjački               | Muhamed Fazlagić-Fazla            | "Sva bol svijeta"                                  | 16       | 27     |
| 19   | Ujedinjeno Kraljevstvo | engleski                | Sonia                             | "Better the Devil You Know"                        | 2        | 164    |
| 20   | Nizozemska             | nizozemski              | Ruth Jacott                       | "Vrede"                                            | 6        | 92     |
| 21   | Hrvatska               | hrvatski, engleski      | Put                               | "Don't ever cry"                                   | 15       | 31     |
| 22   | Španjolska             | španjolski              | Eva Santamaría                    | "Hombres"                                          | 11       | 58     |
| 23   | Cipar                  | grčki                   | Zimboulakis & Van Beke            | "Mi stamatas" (Μη σταματάς)                        | 19       | 17     |
| 24   | Izrael                 | hebrejski, engleski     | Sarah'le Sharon & The Shiru Group | "Shiru"                                            | 24       | 4      |
| 25   | Norveška               | norveški                | Silje Vige                        | "Alle mine tankar"                                 | 5        | 120    |

## Bodovi dati Hrvatskoj
| 12 bodova  | 10 bodova            | 8 bodova                 | 7 bodova | 6 bodova     |
| ---------- | -------------------- | ------------------------ | -------- | ------------ |
|            |                      | - Ujedinjeno Kraljevstvo |          | - Izrael     |
| 5 bodova   | 4 boda               | 3 boda                   | 2 boda   | 1 bod        |
| - Portugal | - Belgija - Norveška | - Švicarska              |          | - Španjolska |

| Pjesma Eurovizije | Pjesma Eurovizije |
| --- | ----------------- |
| |                   |
| 01956. • 1957. • 1958. • 1959. • 1960. 1961. • 1962. • 1963. • 1964. • 1965. • 1966. • 1967. • 1968. • 1969. • 1970. 1971. • 1972. • 1973. • 1974. • 1975. • 1976. • 1977. • 1978. • 1979. • 1980. 1981. • 1982. • 1983. • 1984. • 1985. • 1986. • 1987. • 1988. • 1989. • 1990. 1991. • 1992. • 1993. • 1994. • 1995. • 1996. • 1997. • 1998. • 1999. • 2000. 2001. • 2002. • 2003. • 2004. • 2005. • 2006. • 2007. • 2008. • 2009. • 2010. 2011. • 2012. • 2013. • 2014. • 2015. • 2016. • 2017. • 2018. • 2019. • 2020. 2021. • 2022. • 2023. • 2024. • 2025. |                   |

| Pjesma Eurovizije | Pjesma Eurovizije |
| --- | ----------------- |
| |                   |
| 01956. • 1957. • 1958. • 1959. • 1960. 1961. • 1962. • 1963. • 1964. • 1965. • 1966. • 1967. • 1968. • 1969. • 1970. 1971. • 1972. • 1973. • 1974. • 1975. • 1976. • 1977. • 1978. • 1979. • 1980. 1981. • 1982. • 1983. • 1984. • 1985. • 1986. • 1987. • 1988. • 1989. • 1990. 1991. • 1992. • 1993. • 1994. • 1995. • 1996. • 1997. • 1998. • 1999. • 2000. 2001. • 2002. • 2003. • 2004. • 2005. • 2006. • 2007. • 2008. • 2009. • 2010. 2011. • 2012. • 2013. • 2014. • 2015. • 2016. • 2017. • 2018. • 2019. • 2020. 2021. • 2022. • 2023. • 2024. • 2025. |                   |